# 레이닝
레이닝(본명: 안현국, 1996년 8월 30일 ~ )은 대한민국의 인터넷 방송인이다. 아프리카TV에서 BJ로 활동하고 있다. 전직 리그 오브 레전드 프로게이머로 현역 시절 아이디는 Rain, 포지션은 AD 캐리였다.

## 선수 생활
2016년 1월, 인빅투스 게이밍에 입단하면서 프로 커리어를 시작했다. 2016시즌 종료 후 팀에서 퇴단했다.
2017년 5월, 중국 2부리그 팀인 로열 클럽에 입단했다. 로열 클럽에서는 주전 원딜러로 활동했다.
2018시즌을 앞두고 터키의 팀 오로라에 입단했다. 팀 아로라에서 주전으로 활동하면서 좋은 모습을 보여주었다. 2018시즌 종료 후 팀에서 퇴단했다.
2019년 6월 5일, 팀 ESC에 입단했다. 2020년 1월, 팀에서 퇴단했다.
2020년 5월에는 수데기 게이밍에서 활동했다.

## 은퇴 후
은퇴 이후에는 개인방송을 시작했다.